# Defiance (ジェジュンの曲)
「Defiance」（ディファイアンス）は、ジェジュンの日本における通算2作目のシングル。2018年10月24日にFirst JB musicから発売された。

## 概要
前作「Sign/Your Love」より約4ヶ月ぶりのリリースで、アルバム『Flawless Love』からの先行シングル。本作は、ソロ名義初のタイアップ曲となった。
「初回生産限定盤A」「初回生産限定盤B」「通常盤」「FC限定盤」の4形態で発売（詳細は後述を参照）。10月27日に本作のリリースを記念した生放送特別番組『土8ジェジュン!』がAbemaTVで放送され、12月24日には本作の発売を記念したハイタッチ会が開催された。
本作発売直前の10月19日放送の『ミュージックステーション 2時間スペシャル』で、本作を披露した。
2018年10月25日付のオリコンデイリーシングルランキングで2位を記録し、11月5日付のオリコン週間シングルランキングで3位を記録した。また、Billboard JAPANが発表したJAPAN Hot Animationチャートでは初登場15位（10月15日付）を獲得し、その後10月22日付では17位とランクを上げ、11月5日付で最高位1位を獲得した。

## 発売形態
初回生産限定盤A、初回生産限定盤B、通常盤、FC限定盤の4種類が発売されている。
初回生産限定盤A
- 規格品番：JJKD-7
- DVDに「Defiance」のミュージック・ビデオを収録。
- トレーディングカード1枚(全3種から1種をランダム、そのうち1種はハイタッチ会参加券付)封入

初回生産限定盤B
- 規格品番：JJKD-9
- DVDに「LAVENDER」のミュージック・ビデオに収録。
- トレーディングカード1枚(全3種から1種をランダム、そのうち1種はハイタッチ会参加券付)封入

通常盤
- 規格品番：JJKD-11
- 特典なし

FC限定盤
- 規格品番：JJKD-12
- 15ページで構成されるブックレットが付属。

## 収録内容
| #         | タイトル                    | 作詞      | 作曲                     | 編曲           | 時間  |
| --------- | --------------------------- | --------- | ------------------------ | -------------- | ----- |
| 1.        | 「Defiance」                | 森若香織  | 成海カズト               | 佐久間誠       | 4:21  |
| 2.        | 「LAVENDER」                | FAST LANE | FAST LANE MATS LIE SKARE | MATS LIE SKARE | 4:33  |
| 3.        | 「Defiance (instrumental)」 |           |                          |                | 4:21  |
| 4.        | 「LAVENDER (instrumental)」 |           |                          |                | 4:30  |
| 合計時間: | 合計時間:                   | 合計時間: | 合計時間:                | 合計時間:      | 17:45 |

| #  | タイトル                             | 作詞 | 作曲・編曲 |
| -- | ------------------------------------ | ---- | ---------- |
| 1. | 「Defiance (Music Video)」           |      |            |
| 2. | 「Making of Defiance (Music Video)」 |      |            |

| #  | タイトル                             | 作詞 | 作曲・編曲 |
| -- | ------------------------------------ | ---- | ---------- |
| 1. | 「LAVENDER (Music Video)」           |      |            |
| 2. | 「Making of LAVENDER (Music Video)」 |      |            |

## 曲の解説
1. Defiance
  - TBS系アニメ『ゾイドワイルド』第2期オープニングテーマ[7][注釈 1]

本作についてジェジュンは「アニメのタイアップ曲ということから、疾走感のあるロックな曲」「歌詞も常に色んな事に挑戦していこうという内容で、僕の今の気持ちにすごく合っている」とコメントしている[7]。
ミュージック・ビデオでは、現代と未来を舞台としたドラマ仕立てとなっており、ジェジュンはヒーロー役を演じ、女優の今田美桜と共演している[8]。なお、ミュージック・ビデオの最後に登場する携帯電話に表示される10桁の電話番号に「ある数字」を足し電話をすると、ジェジュンからのボイスメッセージが聞ける[1]。
2. LAVENDER
「意中の相手に自分の想いを伝えられない苦悩」を歌ったバラード・ナンバー。
ミュージック・ビデオは、タイトルに因んだ紫がかった映像になっており、ジェジュンが水の上で濡れながら踊るという内容になっており、撮影には丸1日かかっている[9]。